# Dendrochilum parvipapillatum
Dendrochilum parvipapillatum är en orkidéart som beskrevs av Henrik Aerenlund Pedersen. Dendrochilum parvipapillatum ingår i släktet Dendrochilum och familjen orkidéer.
Artens utbredningsområde är Filippinerna. Inga underarter finns listade i Catalogue of Life.